# 未来への10カウント
『未来への10カウント』（みらいへのテンカウント）は、テレビ朝日系「木曜ドラマ」枠で、2022年4月14日から6月9日まで放送された福田靖のオリジナル脚本によるテレビドラマ。木村拓哉主演。

## あらすじ
高校時代にボクシングで4冠を達成したものの、その後不運続きで生きる希望を失った桐沢祥吾が、親友に促され母校のボクシング部のコーチとして復帰する物語。弱体化していたボクシング部を立て直すべく、桐沢は部員たちと熱い指導を繰り広げるが、様々な困難に直面し、その中で成長していく姿が描かれる。

## キャスト

### 主要人物
桐沢祥吾（きりさわ しょうご）〈48〉
演 - 木村拓哉
本作品の主人公。高校時代は4冠達成を成し遂げた元アマチュアボクサーだったが、その後は網膜剥離や妻との死別などの不幸が重なり過ぎたせいで生きる気力を失い「いつ死んでもいい」と嘯き、デリバリーピザのアルバイトで生計を立てながら自棄的な日々を過ごしていた。そんな中、母校の元ボクシング部顧問であり師匠の芦屋賢三の頼みと親友・甲斐誠一郎の提案を受け、母校・松葉台高校ボクシング部のコーチになる。やがて、松葉台高校の規定に抵触していたことにより自らも教員免許を所持していたことから、コーチ専任から政治経済の非常勤講師として教鞭を執ることにもなる。Round3にて、かつてオリンピックの強化選手であったことが桐沢自身の口から判明する。
性格や口調こそぶっきらぼうだが、性根は律儀で義理堅い人物である。現役引退から30年近く経っているが、バンテージの巻き方をしっかり覚えていたり、チンピラ数人のパンチや（まだまだ未熟とはいえ）伊庭の攻めを容易にいなしたりなど、センスと知識は健在である。
今でこそデリバリーピザで生計こそ立てているものの、かつては約8年の間に政治経済の高校教師として教鞭を執っていたり、地元では繁盛していた焼き鳥屋を経営していたりといった経験もある。
折原葵（おりはら あおい）〈36〉
演 - 満島ひかり
松葉台高校の古文担当教諭であり、新任のボクシング部顧問。8歳の息子を持つシングルマザー。
生真面目で「知らないことがあると気持ち悪い」と言い切るほどに知りたがりな人物であり、ボクシングに関する知識が皆無とは言え、桐沢に専門用語をやたら質問していた。
甲斐誠一郎（かい せいいちろう）〈48〉
演 - 安田顕
桐沢の親友。空虚で影を落とす生活をする桐沢を心配し、母校・松葉台高校ボクシング部のコーチに就任させようとする。
現在は「甲斐ボクシングジム」を経営しており、自身もフェザー級の日本チャンピオンに輝いた実績がある。
ボクシング部のコーチ、もとい指導者になってからは生徒たちとの付き合いに悩む桐沢に親身になって相談に乗るようになる。
大場麻琴（おおば まこと）〈47〉
演 - 内田有紀
松葉台高校の校長。芦屋夫妻の娘。松葉台高校ボクシング部の元マネージャーであり、桐沢の後輩である。現在は結婚しているため戸籍上の苗字が「大場」になっている。
数年前から全国でも有名な進学校にして見せた手腕の持ち主であり、10年以内には自分の学校を日本一の進学校にすると息巻いている。そのため実績を挙げられていない部活、特にボクシング部を廃部にしようと躍起になっており、桐沢のコーチ就任については相手がOBである手前認めたものの、葵に関しては目の前で直接彼女がボクシングに関する知識や経験が無いと明言したのを無視するかのように顧問に任じているが、これは彼女がボクシングを何も知らないのを分かった上で「潰す予定のボクシング部には、部にとって何の役にも立たない人間を」との目論見による人事である模様。一方、父の賢三からは自分が思い描いている「文武両道」を完璧に達成し切れていない現状を指摘されては苛立ってもいる。
ボクシング部を失くそうとするために何十年前の学校規則を持ち出したり、教頭であり側近の猫林に無茶振りをしたりするようになる。同時に、桐沢にボクシング部のマネージャーはしたがボクシングは嫌いと零してすらいる。しかし、Round5にて桐沢が生徒でありボクシング部員の江戸川を半グレ集団から救出した場面を直に目撃して以降はボクシング部に対する姿勢が軟化しつつありRound6では京明との練習試合を勝手に決めてきたりボクシング部の練習を覗いたりもしている。
第2話で高校時代に1学年先輩の桐沢にフラれていることも明かされた。

### 松葉台高校ボクシング部
伊庭海斗（いば かいと）〈17〉
演 - 髙橋海人
ボクシング部部長。3年生。
漫画で見たボクシング漫画に憧れて始めた。ボクシングへの情熱は本物だが、スパーリングや練習試合などの対人練習の経験がほとんど無く指導者がいない中で自主練するだけの環境でやっていたのもあり技術は未熟、桐沢をして「センスがない」と言わしめる。しかし努力する才能は誰にも負けない。
校長である大場が一目置いているほどに学業成績は優秀で、東京大学をめざす秀才。引退後は部室にて受験勉強をしつつ、後輩の練習を見守っている。東大合格後は桐沢の店でアルバイトしている。
水野あかり（みずの あかり）〈16〉
演 - 山田杏奈
ボクシング部唯一の女子部員。2年生。
強引に復縁を迫る元夫から唯一の肉親である母親を守るために強くなりたいと思ってボクシングを始めた。そのため、女子でありながら向上心と負けん気が強い。
政治経済を選択していたため、梅田先生の後任となった桐沢の授業も受けることになった。授業は、廊下側の席で受けることが多い。
西条桃介（さいじょう ももすけ）〈15〉
演 - 村上虹郎（第5話 - ）
ボクシング部員。1年生。大阪からの転校生。
初登場回である第5話にて、ボクシング経験は中1から、道頓堀高校という姉妹校からの転入でボクシング部が無かったこと、3月3日生まれで桃介という名前になったということが明かされた。1年生ながら態度が大きく、ボクシングも「この中では自分が一番だ」と自信満々な様子も見せる。「お前」という言葉遣いや「名前のこといじったらしばくぞ!」と息巻く場面でその都度窘められるが、すぐ素直に「はい」と応じる一面もある。第7話の最後には同校の2年生との乱闘事件による「外傷性くも膜下出血」により倒れ、搬送先の病院で脳内に「動脈瘤」があることも発覚する。
玉乃井竜也（たまのい たつや）〈16〉
演 - 坂東龍汰
ボクシング部員。2年生。ボクシング部に所属するまでは空手を習っており、パンチの筋は良い反面、空手の突き特有の癖が抜けきっておらず、桐沢からも厳しく指摘されている。
伊庭海斗の引退に伴い、新部長となる。
友部陸（ともべ りく）〈16〉
演 - 佐久本宝
元文芸部員という異色の経歴を持つボクシング部員。2年生。入部の動機は親からの薦めがあったから。技能面でまだまだだが、持久力に優れている。
西山愛（にしやま あい）〈16〉
演 - 吉柳咲良
伊庭、玉乃井が恋心を寄せるボクシング部マネージャー。
江戸川蓮（えどがわ れん）〈15〉
演 - 櫻井海音
真面目で気の弱いボクシング部新入部員。1年生。なかなか自分に打ち勝つことが出来ずにいた。
天津大地（あまつ だいち）〈15〉
演 - 阿久津仁愛
ボクシング部新入部員。1年生。
森拓己（もり たくみ）〈15〉
演 - 大朏岳優
ボクシング部員。1年生。体重88kgの大柄。
近藤潤
演 - 小田将聖（最終話）
ボクシング部員。新1年生。
小野瀬梨々香
演 - 菊池日菜子（最終話）
ボクシング部員。新1年生。
河合日菜
演 - 並木彩華（最終話）
ボクシング部員。新1年生。
前田光輝
演 - 山本賢太（最終話）
ボクシング部員。新1年生。
正野篤志
演 - 舘秀々輝（最終話）
ボクシング部員。新1年生。

### 松葉台高校教員
猫林はじめ（ねこばやし はじめ）〈54〉
演 - 生瀬勝久
教頭。校長の腰巾着。良くも悪くも「うっかり」な発言をする。
第6話ではクビになった桐沢に代わって政治経済の授業を担当することになるも、「授業が分かりにくい（つまらない）」と生徒から苦情が出ていた。
今まで教職員の飲み会には誘われていなかった模様。
間地真実（まじ まさみ）〈48〉
演 - 八嶋智人
元ボクシング部顧問の理科教諭。現在は将棋部の顧問をしている。
第2話で、自身の高校生時代の経緯からボクシング部を嫌っていることを葵に話したのだが、うっかり横にいた桐沢にも聞かれてしまっていた。
シリーズ序盤、男性職員3人で桐沢の噂話をする際、桐沢を悪いイメージの方向へ持って行きたがりだった。
桐沢と直接会話する時も正教員の立場から非常勤の桐沢を頭ごなしに揶揄することが多い。
日比野雅也（ひびの まさや）〈35〉
演 - 馬場徹
進学担当の数学教諭。プログラミング部の顧問。生徒の進学先ばかり気にしており、桐沢に対しては正教員と非常勤の立場の違いを強調する。
西条の乱闘事件の件ではボクシング部の存続に否定的だった。
坂巻勝夫（さかまき かつお）〈45〉
演 - オラキオ
体育教諭。体操部の顧問。職員室では男性職員に調子を合わせているお調子者。
桐沢が雇用されても、しばらく誰なのかを思い出せずにいた。
大野倫子（おおの りんこ）〈45〉
演 - 富田靖子
英語教諭。
江戸川（1年）の担任。
職員室では様々な教員同士の雑談に入っていることが多い。
シリーズ序盤の桐沢の情報が少ない時点で男性職員3人が根も葉もない悪い想像をした時には軽く叱るモラリスト。
ボクシング部には好意的に接し、第4話での桐沢と葵の「部員の愛の告白」の話に入っていた時には、まるで自分が告白されたかのように嬉し恥ずかし風なリアクションを取っていた。
校内のゴシップ的な話にもノリノリな側面も持つ。
梅田涼子
演 - 高月彩良（第1話・第2話）
政治経済の教師。出産のため産休し、非常勤の後任で桐沢が採用される。
その他の教職員
演 - 大塚かよ、本間加代子、加賀美茂樹、山岸正義、細田雄太郎、小財真樹、赤坂茉莉華、地沙まいな、熱田佐武

### 松葉台高校生徒
矢代智香（やしろ ともか）〈16〉
演 - 山口まゆ
2年生。取材を通じてボクシング部員たちを鋭く見つめる新聞部員。
政治経済の授業を選択。窓側の席で授業を受けている。
野崎太一（のざき たいち）〈16〉
演 - 三浦獠太
2年生。カメラマン担当の新聞部員。矢代と共にボクシング部を追う。
政治経済の授業を選択。授業は水野の斜め後ろ付近の席で受けていることが多い。
槙浩介（まき こうすけ）〈16〉
演 - 富樫慧士
2年生。政治経済の授業を選択。
常に一番前中央（窓側から3列目）の席で授業を受けている。
第2話で桐沢が後任として初めて教壇に立った際、桐沢に直接「ちゃんとした授業してもらえるんでしょうか？」と訴える。
第5話で桐沢が教壇から離れ猫林教頭が授業を受け持った時、矢代と野崎と3人で「授業担当を桐沢に代えて欲しい」と大場に直談判に行く。
有川 千尋(ありかわ ちひろ) 〈16〉
演 - 渡辺優奈
2年生。政治経済の授業を選択。
窓側から2列目、矢代の斜め後付近の席で授業を受けている。
演劇部所属。
野見山理一
演 - 平岩春輝
小野沙織
演 - 鈴木伶奈
吉村えれな
演 - 柴田花恋

その他政治経済クラス生徒
演 - 重岡琉、坂田旬、冨澤泉実、松倉みゆ、大塚塁翔、児浦有馬、恩田夏希、堀陽菜、田口新奈、高梨ゆず

### 桐沢祥吾の関係者
桐沢史織（きりさわ しおり）
演 - 波瑠
桐沢の元妻。結婚後、乳がんで死去した。
井村和樹
演 - 石黒賢（第6話 - 第8話）
史織の兄。

### 折原葵の関係者
折原楓（おりはら かえで）〈33〉
演 - 滝沢カレン
折原葵の妹。勤めている会社がリモートワークとなったため、葵と同居し生活を支えている。
折原圭太（おりはら けいた）〈8〉
演 - 川原瑛都
折原葵の一人息子。サッカーが好きでやんちゃ盛りの男の子。
葵がボクシング部の顧問になってから自宅で試合の動画を見ていたのがきっかけで、ボクシングはカッコイイと興味を持ち始めた。
何度か偶然桐沢と会っており、やがてグイグイと桐沢に接近して来てサッカーやボクシングで遊んでもらうようになる。

### 大場麻琴の関係者
芦屋賢三（あしや けんぞう）〈75〉
演 - 柄本明
ボクシング部の元監督であり、桐沢の恩師。大場麻琴の父親。
老齢ゆえに直接ボクシングの指導が叶わなくなり、妻と慎ましく暮らしているものの、娘である真琴が校長を務める学校がトップを走る日本トップクラスの進学校には及ばないわけや校訓である「文武両道」を実現し切れていないことを他所の学校を引き合いに出しては的確に指摘するなど、世情に通じているところがある。
芦屋珠江（あしや たまえ）〈70〉
演 - 市毛良枝
芦屋賢三の妻。大場麻琴の母親。

### 甲斐ボクシングジム
田中雅志
演 - 松浦慎一郎
甲斐誠一郎の部下。
高梨美優
演 - 峰つばき
練習生。
石浜薫
演 - 神羽一知花
練習生。

### 京明高校
大湊勝彦
演 - 廣川三憲（第5話・第6話・最終話）
京明高校 校長。
小湊雅彦
演 - 佐伯新（第5話・最終話）
京明高校 教頭。
大村啓司
演 - 谷川昭一朗（第3話 - 最終話）
京明高校ボクシング部監督。
奥村紗耶
演 - 山本千尋（第3話 - 最終話）
京明高校ボクシング部所属。2年生。
第5話のインターハイ予選2回戦で水野と対戦し、2R目にRSCで勝利する。
試合前に葵が水野に（奥村は相手選手を）「たいがいボディで倒しているから…」とアドバイスしたが、この試合も奥村のボディが決め手になった。
牛山俊平
演 - 山下翼（第3話・第5話・第7話・最終話）
京明高校 ボクシング部。
松尾修斗
演 - 谷嶋颯斗（第3話・第7話・最終話）
京明高校ボクシング部。
大久保颯太
演 - 石橋侑大（第3話・第7話・最終話）
京明高校ボクシング部。

### ゲスト
第1話
リュウイチ、マサヤ、シンジ、ヨウスケ
演 - 髙橋里恩、久獅、長田拓郎、一條恭輔
屋上のチンピラ。ピザを配達に来た桐沢に因縁をつけ、ピザだけを受け取り無銭飲食を働こうとする。しかし桐沢に（少なくともパンチは）全て捌かれ、桐沢の得体のしれない圧を感じて屈服した挙句、料金を払う羽目になった。
第2話
水野響子
演 - 吉沢梨絵（第3話）
水野あかりの母。
今宮智明
演 - 袴田吉彦（第3話）
山井中葉銀行員。水野響子と一時結婚していたが、離婚後も水野母娘に付きまとう。
第3話
辻孝太郎
演 - 佐野泰臣
山井中葉銀行員。今宮智明の上司。
第4話
束原和郎
演 - 渡辺光
朋桐学園高校ボクシング選手。インターハイ予選で伊庭と対戦する。
谷六郎
演 - 渡部遼介
朋桐学園高校ボクシング部コーチ。
横川結衣
演 - 羽瀬川なぎ（第5話）
インターハイ予選会場 場内アナウンス。
ゴング係
演 - 茜谷七海恵（第5話）
インターハイ予選会場。
レフェリー
演 - 荒川浩平（第5話・第9話）
インターハイ予選。
第5話
関淳一、黒岩孝也、海老原昌平、木内雄介
演 - 浦山佳樹、山下航平、桜木那智、Kaito
江戸川蓮を監禁した不良たち。
佐久間美鈴
演 - 波瑠（第6話）
おおした眼科事務員。18年前に亡くなった桐沢の妻・史織と瓜二つの容姿をしている。
第6話
小野田浩志、広山智樹、澤健一郎
演 - 市川理矩（第7話）、佐久間悠（第7話）、山崎竜太郎（第7話）
西条桃介に因縁を付けてきた松葉台高校の上級生とその連れ。小野田と広山は澤健一郎を家来のように扱い、苛めていた。
第7話
西条真知子
演 - 紺野まひる
西条桃介の母。
長谷川一隆
演 - 西本竜樹（第8話）
脳神経外科医。西条桃介に外傷性くも膜下出血および脳動脈瘤の診断を下す。
第8話
大須賀礼一
演 - 大堀こういち
実業家。桐沢に「やきとり大将」の再開を持ちかける。
最終話
インターハイ予選会の観客の他校の高校生
演 - 卓也、有輝（土佐兄弟）
斎田夏帆
演 - 森日菜美
インターハイ予選会場 場内アナウンス。
ゴング係
演 - 松永澪
インターハイ予選会場。
和泉文紀
演 - 竹内誠人
江戸川蓮の対戦相手。都立下沢高校ボクシング部。
渡辺康太
演 - 川野雄一
森拓己の対戦相手。八王子育英高校ボクシング部。
津久田英二、市毛善孝、小田川稔
演 - 片桐伸直、今井英二、竹林文雄
やきとり大将の客。

## スタッフ
- 脚本 - 福田靖
- 音楽 - 林ゆうき
- 主題歌 - B'z「COMEBACK -愛しき破片-」（VERMILLION RECORDS）[49]
- ボクシング協力 - 日本ボクシング連盟
- ボクシング監修 - 関口学
- ボクシング指導 - 松浦慎一郎
- 政治経済監修 - 中村雄一
- 医療監修 - 中澤暁雄
- 医療指導 - 植野永子
- 警備協力 - 古谷謙一
- 題字 - 髙橋海人
- ゼネラルプロデューサー - 横地郁英（テレビ朝日）
- チーフプロデューサー - 黒田徹也（テレビ朝日）
- プロデューサー - 川島誠史（テレビ朝日）、都築歩（テレビ朝日）、田中真由子（テレビ朝日）、菊池誠（アズバーズ）、岡美鶴（アズバーズ）
- 演出 - 河合勇人、星野和成
- 制作協力 - アズバーズ
- 制作著作 - テレビ朝日

## 放送日程
| 話数                                                                         | 放送日  | サブタイトル                                                              | 演出     | 視聴率 |
| ---------------------------------------------------------------------------- | ------- | ------------------------------------------------------------------------- | -------- | ------ |
| 第1話                                                                        | 4月14日 | 伝説の男、母校へ… 弱小チームを導く!!                                      | 河合勇人 | 11.8%  |
| 第2話                                                                        | 4月21日 | 型破り監督最弱チームに奇跡を!! 18年ぶり焼鳥授業!?                         | 河合勇人 | 10.5%  |
| 第3話                                                                        | 4月28日 | コーチ助けて...女子部員の危機!! 母の敵をKOせよ!?                          | 星野和成 | 09.9%  |
| 第4話                                                                        | 5月05日 | リングの中心で、愛を叫ぶ!? 型破りな恋愛指導で、衝撃結末!!                 | 星野和成 | 09.6%  |
| 第5話                                                                        | 5月12日 | 消えた部員から届いた謎の伝言!! 宅配ピザ救出作戦!?                         | 河合勇人 | 10.6%  |
| 第6話                                                                        | 5月19日 | 亡き妻から宅配ピザ注文!? 俺の名を呼んでくれ...奇跡の再会!!                | 星野和成 | 11.1%  |
| 第7話                                                                        | 5月26日 | お前たちが決めろ! 乱闘事件で部を追放!? 涙のミーティング!!                 | 河合勇人 | 10.5%  |
| 第8話                                                                        | 6月02日 | 逆プロポーズは突然に!? ついに決断の時...別れまでの7日間!!                 | 星野和成 | 11.2%  |
| 最終話                                                                       | 6月09日 | 目をあけてくれコーチ!! お前たちをインターハイに連れていく... 涙の決勝戦!! | 星野和成 | 13.1%  |
| 平均視聴率 10.9%（視聴率はビデオリサーチ調べ、関東地区・世帯・リアルタイム） |         |                                                                           |          |        |

- 第1話・最終話は15分拡大（21:00 - 22:09）。
- 第2話・第8話は10分拡大（21:00 - 22:04）。
- 第4話 - 第7話は6分拡大（21:00 - 22:00）。

## 備考
- 木村の同局系連ドラ主演は、『BG〜身辺警護人〜』以来2年ぶりで、木村は学園スポーツドラマはこれが初挑戦となる。
- 脚本家の福田靖とフジテレビ系『HERO』シリーズ以来7年ぶりのタッグである[1]。
- 手書きのドラマ題字は生徒役の高橋海人の直筆が採用されている[59]。